# Shirozuella tibetina
Shirozuella tibetina – gatunek chrząszcza z rodziny biedronkowatych i podrodziny Coccinellinae. Występuje w Chinach.

## Taksonomia
Gatunek ten opisany został po raz pierwszy w 2012 roku przez Wang Xingmina, Ge Fenga i Ren Shunxianga na łamach „ZooKeys”. Opisu dokonano na podstawie okazów odłowionych w 2007 i 2009 roku. Jako miejsce typowe wskazano Xiayadong w powiecie Yadong na terenie Tybetu. Epitet gatunkowy oznacza po łacinie „tybetańska” i nawiązuje do miejsca typowego.

## Morfologia
Chrząszcz o podługowato-owalnym, słabo wysklepionym ciele długości od 1,68 do 1,75 mm i szerokości od 1,02 do 1,12 mm, z wierzchu porośniętym przerzedzonym owłosieniem. Głowa ma ubarwienie czarne z brązowymi głaszczkami szczękowymi. Czoło pokryte jest drobnymi punktami, oddalonymi od siebie na odległość wynoszącą od 2 do 4 ich średnic. Przedplecze jest czarne z co najwyżej lekko brązowo rozjaśnionymi kątami przednimi, punktowane drobniej niż głowa. Trójkątna tarczka ma czarne ubarwienie. Pokrywy są czarnych z parą żółtawobrązowych ukośnych plam pośrodku oraz wąsko zbrązowiałymi wierzchołkami. Punktowanie pokryw jest większe niż na przedpleczu, punkty rozstawione są na odległość wynoszącą od 1,5 do 2,5 ich średnic. Spód ciała jest ciemnobrązowy z brązowymi podgięciami pokryw. Przedpiersie i śródpiersie (mezowentryt) są słabo szagrynowane i niewyraźnie punktowane. Odnóża są brązowe. Linie udowe na pierwszym widocznym sternicie odwłoka (wentrycie) są kompletne i dochodzą do 4/5 jego długości. Genitalia samca mają płat środkowy (ang. penis guide) w widoku brzusznym krótki, przysadzisty, prawie równoległoboczny, tylko w ostatniej 1/10 ostro zwężony ku spiczastemu wierzchołkowi, w widoku bocznym zaś najszerszy w nasadowych 2/5, na szczycie lekko zakrzywiony na zewnątrz i spiczasto zakończony. Smukłe paramery są znacznie dłuższe od tegoż płata. Samo prącie jest krótkie i grube, na szczycie tępe i lekko nabrzmiałe. Genitalia samicy mają 3,5 raza dłuższe niż szerokie i ku tępym szczytom zwężone gonokoksyty z małymi, ale wyraźnymi gonostylikami.

## Rozprzestrzenienie
Owad endemiczny dla Chin, znany tylko z Tybetu. Spotykany na wysokości od 2300 do 2800 m n.p.m.